# Xavier de Reul
Xavier de Reul (1830-1895) est un géologue et romancier belge de langue française.

## Biographie
Xavier de Reul naît le 17 février 1830 à Bombaye, dans le pays de Herve. Ses parents meurent du choléra en 1848. Il s'inscrit à la faculté de philosophie et de lettres de l'université de Liège, mais, en conflit avec son tuteur, abandonne bientôt ses études et voyage en Allemagne et en Italie, entre 1849 et 1854. La mort à Rome de sa fiancée Fanny Hünerwadel le fait rentrer à Liège où il reprend des études d'ingénieur à l'École des mines. Il y a pour professeurs André Dumont, et Édouard Dupont dont il sera l'un des assistants lors de la fouille des grottes de la Lesse; il participera aussi à la découverte des hommes de Furfooz en 1867.
En 1870, il épouse Mathilde Tuyaerts. Le couple a deux enfants : Paul (1871-1945), angliciste à l'Université libre de Bruxelles (ULB), et Juliette (1872-1925), peintre et épouse de Fernand Stiévenart. Lorsque Mathilde meurt en couches en 1872, Xavier de Reul s'installe à Bruxelles. Il publie en 1874 son Roman d'un géologue et traduit en 1886 Ernest Staas, avocat d'Anton Bergmann.
Xavier de Reul meurt à Saint-Gilles le 22 avril 1895.

## Publications
- Le Mauvais Œil, 1868 (sous le pseudonyme de Félix Villosa) ;
- L'Âge de la pierre et l'Homme préhistorique en Belgique, 1868 ;
- Guide dans les collections préhistoriques des âges de la pierre, 1872 ;
- Roman d'un géologue, 1874 ;
- Les Enfants d'Apollon, 1890 ;
- Le Chevalier Forelle, 1892 ;
- Autour d'un chevalet, 1893 ;
- Le Peintre mystique, 1906.